# Confuciusornis
El confuciusornis (Confuciusornis) és un gènere de dinosaure de la mida d'un corb, originari de la Xina. Va viure durant el Cretaci inferior fa aproximadament uns 120 milions d'anys. Com en les aus modernes, el Confuciusornis tenia un bec sense dents, encara que alguns parents propers de les aus modernes com l'Hesperornis i l'Ichthyornis sí que tenien dents, la qual cosa indicaria que la seva pèrdua va succeir de manera convergent en el Confuciusornis i en les aus contemporànies.
Les espècies descrites de Confuciusornis són i acceptades per la comunitat científica són:
- C. sanctus
- C. dui

N'hi ha dues més que són discutides i probablement siguin varietats del C. sanctus:
- C. chuonzhous
- C. suniae

Un parent proper, Changchengornis hengdaoziensis, va viure en la mateixa època i en el mateix lloc. El Changchengornis tenia també llargues plomes a la cua, i un plomall notable i esponjós. Anàlisis cladístiques més recents, on s'estableixen relacions evolutives a partir de similituds, indiquen que el Confuciusornis està més relacionat amb Microraptor i altres dromeosaures que amb l'arqueòpterix (Mayr et al., 2005). I en qualsevol cas, és segur que no va evolucionar de l'arqueòpterix.

## Descobriment i investigació

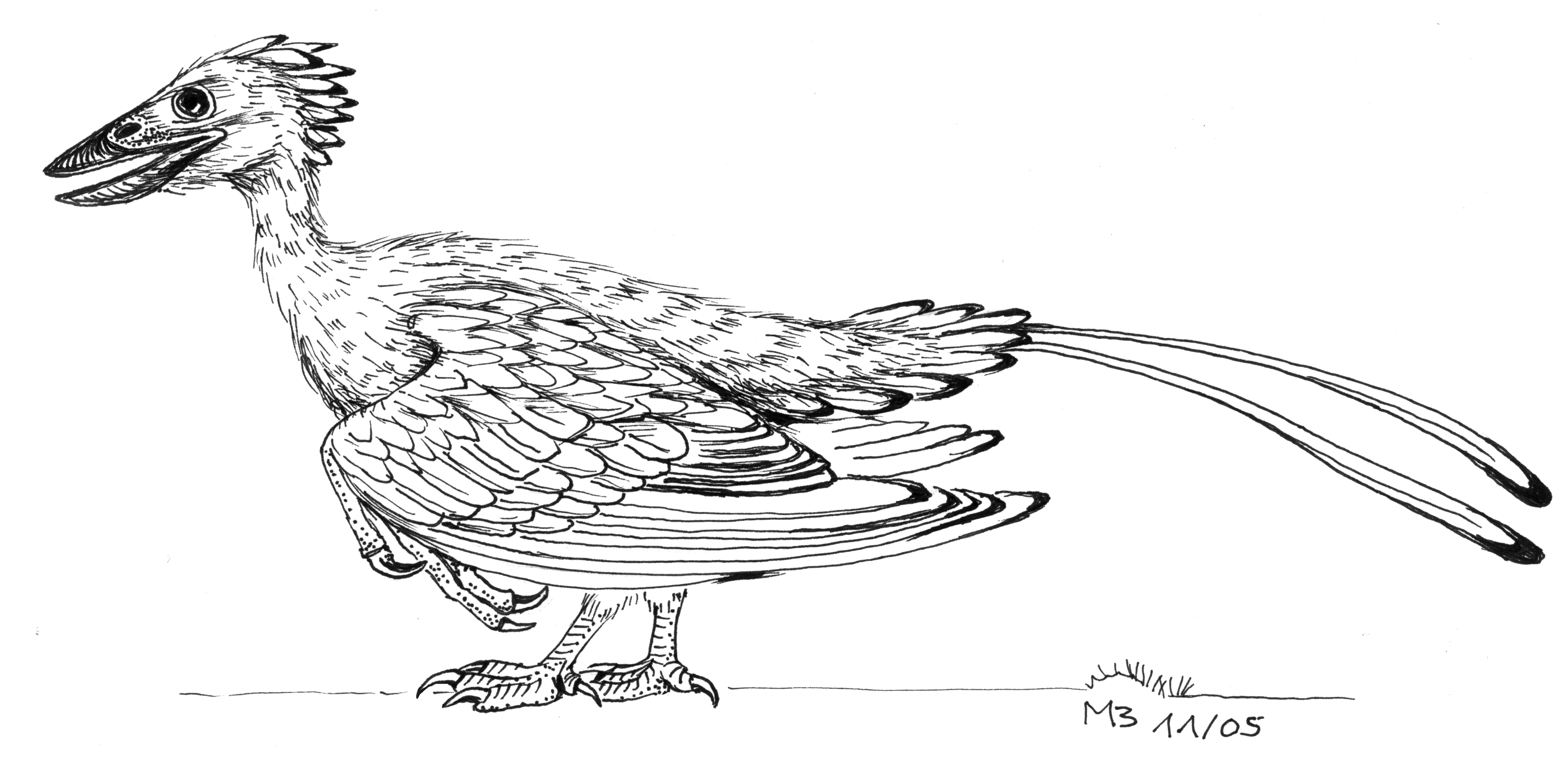
Reconstrucció del C. sanctus

El 1993, es van descobrir les primeres restes fòssils d'una au de 30 cm en una zona pròxima a Sihetun i Jianshangou a prop del poble de Beipiao, a la Xina. L'any 1995 aquestes restes foren identificades com el "Confuciusornis sanctus" (au santa de Confuci) per un grup d'investigació xinès d'Hou Lianhai. Des de llavors el jaciment de Sihetun ha estat molt ric en restes fòssils d'aus: per a l'any 2000 ja s'havien excavat més de 1.000 exemplars de Confuciusornis. El Confuciusornis sanctus no va ser l'única espècie descoberta; entre els anys 1997 i 1999 el grup d'investigació descrigué tres espècies més, tot i que hi ha controvèrsia sobre dues d'elles.
En el mateix jaciment també s'han trobat altres tipus d'aus com el Liaoningornis, el 1996, i el Changchengornis el 1999. Lamentablement, cap a finals de la dècada de 1990 molts fòssils d'aus havien estat excavats per lladres de tombes. En el moment que es va protegir la zona de Beipiao, s'estima que centenars d'espècimens ja havien estat extrets il·legalment i venuts a l'estranger.
Inicialment es creia que les roques de la formació geològica de Yixian o Jehol, al qual pertanyen els nivells amb jaciments de Sihetun i Jianshangou, tindrien una edat comparable a la formació geològica de Solnhofen limestone de la qual provenia l'Archaeopteryx. Tanmateix, el 1999 es van publicar els resultats de la datació radiomètrica que indicaven una època més antiga per a tot el massís de Jehol. Per tant, el Confuciusornis és l'au anatòmicament més moderna.

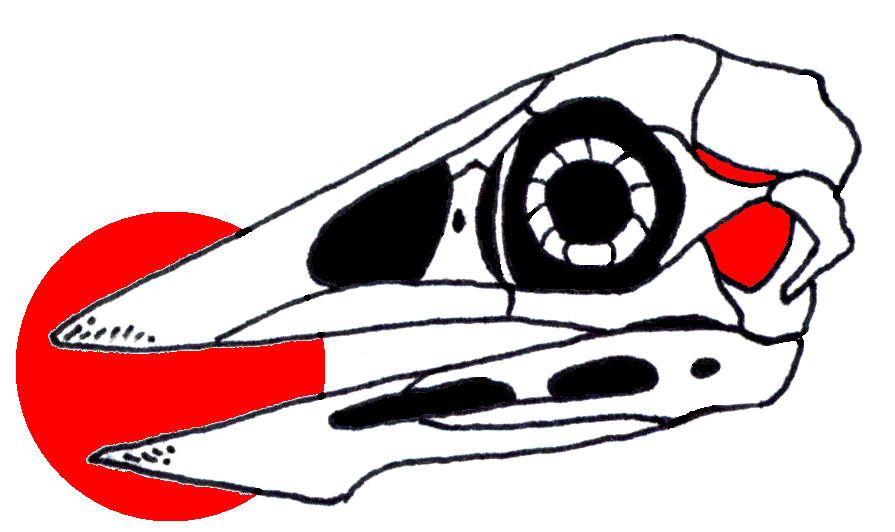
Reconstrucció del crani del C. sanctus.

## Anatomia comparada
Des de la dècada de 1980, quan l'Archaeopteryx va ser diferenciat tant morfològicament com temporalment respecte a altres fòssils d'aus conegudes, nombrosos fòssils de transició han estat descoberts i el seu coneixement ha anat omplint els buits existents.

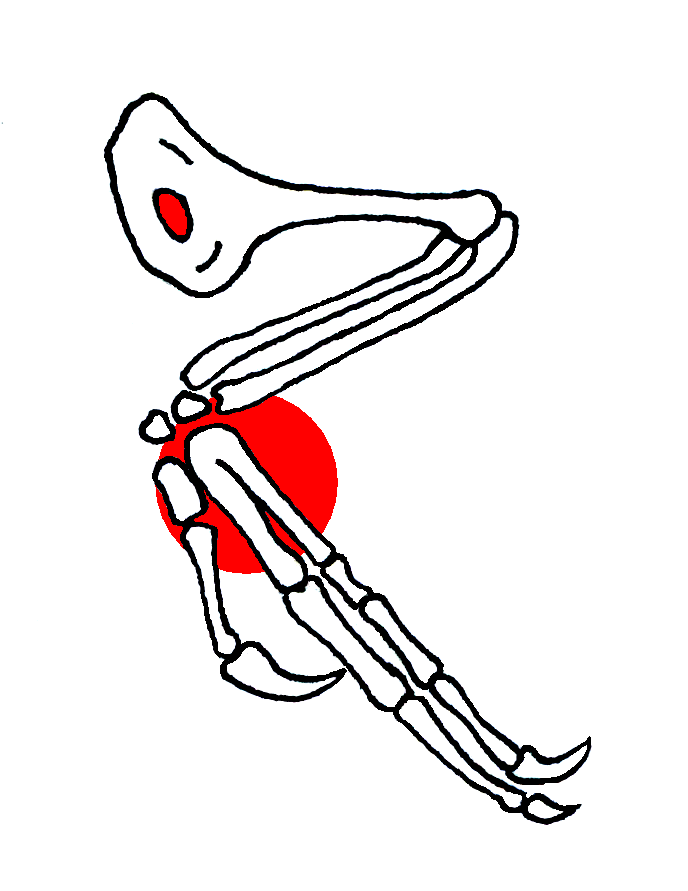
Ala del C. sanctus.

El Confuciusornis presenta algunes similituds amb l'Archaeopteryx. És un fòssil de transició amb algunes característiques originals, algunes que ja s'esbossaven en els avantpassats de les aus com en els dinosaures teròpodes, i altres característiques derivades que aparegueren amb l'evolució de les aus. Un "teròpode no au" és un concepte que prové de l'anglès per referir-se als dinosaures teròpodes sense incloure els seus descendents, les aus.
L'estudi dels fòssils del Confuciusornis mostra que tenia un húmer excepcionalment llarg. Una obertura característica a prop de l'extrem de l'espatlla, podria haver contribuït a reduir el pes de l'os. La fúrcula era una barra simple, igual que la de l'Archaeopteryx. L'estèrnum era una placa petita i simple que podria haver tingut una petita quilla però que no semblava adequada per fixar una gran massa muscular. Tanmateix, les escàpules estaven fusionades als ossos coracoides i pot ser que hagin format una base sòlida per fixar els músculs del vol. Cap au moderna no té una estructura comparable.
L'orientació de l'estructura glenoide, a l'espatlla, era en angle lateral, i no en angle dorsal com en les aus modernes. Això significa que el Confuciornis era incapaç d'aixecar les seves ales per sobre de la seva esquena. Igual com l'Archaeopteryx era, per tant, incapaç de moure les ales en sentit ascendent com ho fan les aus actuals (Senter, 2006), tot i que segons la forma particular dels ossos de la seva espatlla podria ser que hagués utilitzat alguna altra tècnica.

### Aspectes generals
- Ursula B. Göhlich, Gerald Mayr: Zu Besuch bei Confuciusornis & Co. in Nordost-China. In: Natur und Museum. Senckenbergische Naturforschende Gesellschaft, Frankfurt M. 131.2001, S. 401-409. ISSN 0028-1301
- Erik Stokstad: Exquisite Chinese Fossils Add New Pages to Book of Life. In: Science. Washington DC 291.2001, S. 232-236. ISSN 0036-8075
- Carl C. Swisher III, Yuan-Qing Wang, Xiao-Lin Wang, Xing Xu, Yuan Wang: Cretaceous age for feathered dinosaurs of Liaoning, China. In: Nature. Macmillan Jounals, London 400.1999, S. 58-61. ISSN 0028-0836
- Zhong-He Zhou, Lian-Hai Hou: The Discovery and Study of Mesozoic Fossil Birds in China. In: Luis M. Chiappe, Lawrence M. Witmer (Hrsg.): Mesozoic Birds. Above the Heads of the Dinosaurs. University of California Press, Berkeley CA 2002, S. 160-182. ISBN 0-520-20094-2

### Anatomia, sistemàtica, filogènesi
- Luis M. Chiappe, Shu'an Ji, Qiang Ji, Mark A. Norell: Anatomy and Systematics of the Confuciusornithidae (Theropoda: Aves) from the Late Mesozoic of Northeastern China. In: Bulletin of the American Museum of Natural History. American Museum of Natural History, New York 242.1999. ISSN 0003-0090
- Andrea Goernemann: Osteologie eines Exemplars von Confuciusornis aus der unteren Kreide von West-Liaoning, China. In: Archaeopteryx. Pfeil, Eichstätt (München) 17.1999, S. 41-54. ISSN 0933-288X
- Lian-Hai Hou, Zhong-He Zhou, Larry D. Martin, Alan Feduccia: A beaked bird from the Jurassic of China. In: Nature. Macmillan Jounals, London 377.1995, S. 616-618. ISSN 0028-0836
- Qiang Ji, Luis M. Chiappe, Shu'an Ji: A new Late Mesozoic confuciusornithid bird from China. In: Journal of Vertebrate Paleontology. Chicago Ill 19.1999,1, S. 1-7. ISSN 0272-4634
- Larry D. Martin, Zhong-He Zhou, Lian-Hai Hou, Alan Feduccia: Confuciusornis sanctus compared to Archaeopteryx lithographica. In: Naturwissenschaften. Springer, Berlin-Heidelberg 85.1998, S. 286-289. ISSN 0028-1042
- Qicheng Wu: Fossil Treasures from Liaoning. Geological Publishing House, Beijing 2002. ISBN 0520200942
- Zhong-He Zhou: The origin and early evolution of birds: discoveries, disputes and perspectives from fossil evidence. In: Naturwissenschaften. Springer, Berlin-Heidelberg 91.2004, S. 455-471. ISSN 0028-1042

### Vol, estil de vida i reproducció
- Luis M. Chiappe, Shu'an Ji, Qiang Ji, Mark A. Norell: ver entrada previa
- J. Dalsätt, Z. Zhou, Z. Zhang, P.G.P. Ericson: Food remains in Confuciusornis sanctus suggest a fish diet. In: Naturwissenschaften. Springer, Berlin-Heidelberg 93.2006, S. 444-446. ISSN 0028-1042
- J. David Ligon: The Evolution of Avian Breeding Systems. Oxford University Press, Oxford 1999. ISBN 0-19-854913-X
- Dieter Stefan Peters, Qiang Ji: Mußte Confuciusornis klettern? In: Journal für Ornithologie. Berlin 140.1999, S. 41-50. ISSN 0021-8375
- David J. Varricchio, Frankie D. Jackson: Origins of avian reproduction: answers and questions from dinosaurs. In: Palaeovertebrata. Montpellier 32.2003,2-4, S. 149-169. ISSN 0031-0247

### Desenvolupament
- Anusuya Chinsamy, Andrzey Elzanowski: Evolution of growth patterns in birds. In: Nature. Macmillan Jounals, London 412.2001, S. 402-403. ISSN 0028-0836
- Kevin Padian, Armand J. de Ricqlès, John R. Horner: Dinosaurian growth rates and bird origins. In: Nature. Macmillan Jounals, London 412.2001, S. 405-408. ISSN 0028-0836
- A. J. de Ricqlès, K. Padian, J.R. Horner, E.-T. Lamm, N. Myhrvold: Osteohistology of Confuciusornis sanctus (Theropoda:Aves). In: Journal of Vertebrate Paleontology Chicago 23.2003,2, S.373-386. ISSN 0272-4634

### Bioestratografia del massís de Yixian
- Xiao-lin Wang, Yuan-qing Wang, Fu-cheng Zhang, Jiang-Yong Zhang, Zhong-He Zhou, Fan Jin, Yao-Ming Hu, Gang Gu, Hai-Chun Zhang: Vertebrate Biostratigraphy of the Lower Cretaceous Yixian Formation in Lingyuan, Western Liaoning and its neighboring southern Nei Mongol (Inner Mongolia), China. In: Vertebrata Palasiatica. Kexue Chubanshe, Beijing 38.2000,2, S. 81-99. ISSN 1000-3118
- Zhong-He Zhou, Paul M. Barett, Jason Hilton: An exceptionally preserved Lower Cretaceous ecosystem. In: Nature. Macmillan Jounals, London 421.2003, S. 807-814. ISSN 0028-0836
- Dalsätt, J.; Zhou, Z.; Zhang, F. & Ericson, Per G. P. (2006). Food remains in Confuciusornis sanctus suggest a fish diet. Naturwissenschaften 93 (9): 444–446. DOI 10.1007/s00114-006-0125-y (HTML abstract)
- Hou, L.; Zhou, Z.; Gu, Y. & Zhang, H. (1995). [Description of Confuciusornis sanctus]. Chinese Science Bulletin 10: 61-63.
- Hou, L.-H.; Zhou, Z.; Martin, L.D. & Feduccia, A. (1995): A beaked bird from the Jurassic of China. Nature 377: 616-618. DOI 10.1038/377616a0 (HTML abstract)
- de Ricqlès, A.J.; Padian, K.; Horner, J.R.; Lamm, E.-T. & Myhrvold, N. (2003): Osteohistology of Confuciusornis sanctus (Theropoda: Aves). Journal of Vertebrate Paleontology 23 (2): 373–386. DOI:10.1671/0272-4634(2003)023[0373:OOCSTA]2.0.CO;2 extracte HTML
- Mayr, G.; Pohl, B. & Peters, D. S. (2005). A well-preserved Archaeopteryx specimen with theropod features. Science 310 (5753): 1483-1486. DOI 10.1126/science.1120331 (extracte HTML) Supporting Online Material
- Senter, Phil (2006): Scapular orientation in theropods and basal birds, and the origin of flapping flight. Acta Palaeontologica Polonica 51 (2): 305–313. text complet PDF[Enllaç no actiu]
- Zhou, Z. & Zhang, F. (2003): Jeholornis compared to Archaeopteryx, with a new understanding of the earliest avian evolution. Naturwissenschaften 90: 220–225. text complet PDF[Enllaç no actiu]